# Золотий м'яч 1993
«Золотий м'яч 1993»

28 грудня 1993
Найкращий футболіст Європи: 
 Роберто Баджо
 (вперше)

← 1992 * Золотий м'яч * 1994 →
Золотий м'яч 1993 року — 38-ме щорічне вручення нагороди найкращому футболісту Європи, за підсумками опитування від журналу «Франс Футбол».

## Процедура голосування
Участь у голосуванні за визначення найкращого футболіста в Європі взяли представники 30 футбольних асоціацій УЄФА, зокрема: Австрії, Албанії, Англії, Бельгії, Болгарії, Греції, Данії, Італії, Ірландії, Ісландії, Іспанії, Кіпру, Люксембургу, Мальти, Нідерландів, Німеччини, Норвегії, Польщі, Португалії, Румунії, Росії, Туреччини, Угорщини, Фінляндії, Франції, Чехословаччини, Швейцарії, Швеції, Шотландії та Югославії. Вперше участь в опитуванні взяв представник Росії, а також вперше з 1977 року — Норвегії. Розвалену Югославію в одній особі представляв відомий футболіст і тренер Івиця Осим.
Кожен із членів журі обирав п'ятьох футболістів, які, на його думку, є найкращими гравцями Європи. За перше місце нараховували 5 очок, за друге — чотири, за третє — три, за четверте — два, за п'яте — одне очко. Переможець максимально міг отримати 150 очок.
Результати голосування були опубліковані 28 грудня 1993 року в журналі France Football (№ 2490).

## Підсумки голосування
Володарем нагороди 26-річний італійський нападник клубу «Ювентус» Роберто Баджо. Набравши 142 із 150 очок (94,7 % можливої кількості очок), він із значною перевагою випередив найближчих переслідувачів Денніса Бергкампа та Еріка Кантону.
Роберто Баджо став четвертим італійським футболістом, після Омара Сіворі (1961), Джанні Рівери (1969) та Паоло Россі (1982), який виграв «Золотий м'яч».
| Місце | Гравець           | Клуб                       | Країна     | Очки | %      | Місця | Місця | Місця | Місця | Місця | К-ть голосів |
| Місце | Гравець           | Клуб                       | Країна     | Очки | %      | 1-ше  | 2-ге  | 3-тє  | 4-те  | 5-те  | К-ть голосів |
| ----- | ----------------- | -------------------------- | ---------- | ---- | ------ | ----- | ----- | ----- | ----- | ----- | ------------ |
| 1     | Роберто Баджо     | Ювентус                    | Італія     | 142  | 94.7 % | 26    | 3     |       |       |       | 29           |
| 2     | Денніс Бергкамп   | Аякс Інтернаціонале        | Нідерланди | 83   | 55.3 % | 1     | 12    | 6     | 5     | 2     | 26           |
| 3     | Ерік Кантона      | Манчестер Юнайтед          | Франція    | 34   | 22.7 % | 1     | 3     | 3     | 3     | 2     | 12           |
|       |                   |                            |            |      |        |       |       |       |       |       |              |
| 4     | Ален Бокшич       | Олімпік (Марсель) Лаціо    | Хорватія   | 29   | 19.3 % |       | 2     | 6     | 1     | 1     | 10           |
| 5     | Мікаель Лаудруп   | Барселона                  | Данія      | 27   | 18 %   | 1     | 3     | 3     |       | 1     | 8            |
| 6     | Франко Барезі     | Мілан                      | Італія     | 24   | 16 %   | 1     | 3     | 2     |       | 1     | 7            |
| 7     | Паоло Мальдіні    | Мілан                      | Італія     | 19   | 12.7 % |       |       | 3     | 4     | 2     | 9            |
| 8     | Еміл Костадинов   | Порту                      | Болгарія   | 11   | 7.3 %  |       |       | 1     | 3     | 2     | 6            |
| 9     | Стефан Шапюїза    | Боруссія (Дортмунд)        | Швейцарія  | 9    | 6.2 %  |       |       | 1     | 2     | 2     | 5            |
| 9     | Раян Гіггз        | Манчестер Юнайтед          | Уельс      | 9    | 6.2 %  |       |       | 1     | 2     | 2     | 5            |
|       |                   |                            |            |      |        |       |       |       |       |       |              |
| 11    | Андреас Меллер    | Ювентус                    | Німеччина  | 7    | 4.7 %  |       | 1     | 1     |       |       | 2            |
| 12    | Рууд Гулліт       | Мілан Сампдорія            | Нідерланди | 6    | 4.1 %  |       | 1     |       |       | 2     | 3            |
| 12    | Петер Шмейхель    | Манчестер Юнайтед          | Данія      | 6    | 4.1 %  |       | 1     |       | 1     |       | 2            |
| 12    | Христо Стоїчков   | Барселона                  | Болгарія   | 6    | 4.1 %  |       |       |       | 2     | 2     | 4            |
| 15    | Базіль Болі       | Олімпік (Марсель)          | Франція    | 5    | 3.4 %  |       | 1     |       |       | 1     | 2            |
| 15    | Руне Братсет      | Вердер                     | Норвегія   | 5    | 3.4 %  |       |       |       | 2     | 1     | 3            |
| 17    | Енцо Шифо         | Торіно Монако              | Бельгія    | 4    | 2.7 %  |       |       | 1     |       | 1     | 2            |
| 18    | Андреас Герцог    | Вердер                     | Австрія    | 3    | 2.1 %  |       |       | 1     |       |       | 1            |
| 18    | Роналд Куман      | Барселона                  | Нідерланди | 3    | 2.1 %  |       |       | 1     |       |       | 1            |
| 18    | Ярі Літманен      | Аякс                       | Фінляндія  | 3    | 2.1 %  |       |       |       |       | 3     | 3            |
| 21    | Діно Баджо        | Ювентус                    | Італія     | 2    | 1.4 %  |       |       |       | 1     |       | 1            |
| 21    | Сергій Кир'яков   | Карлсруе                   | Росія      | 2    | 1.4 %  |       |       |       | 1     |       | 1            |
| 21    | Девід Платт       | Ювентус Сампдорія          | Англія     | 2    | 1.4 %  |       |       |       | 1     |       | 1            |
| 21    | Джузеппе Сіньйорі | Лаціо                      | Італія     | 2    | 1.4 %  |       |       |       | 1     |       | 1            |
| 21    | Франк Созе        | Олімпік (Марсель) Аталанта | Франція    | 2    | 1.4 %  |       |       |       | 1     |       | 1            |
| 26    | Томас Бролін      | Парма                      | Швеція     | 1    | 0.7 %  |       |       |       |       | 1     | 1            |
| 26    | Жорж Грюн         | Парма                      | Бельгія    | 1    | 0.7 %  |       |       |       |       | 1     | 1            |
| 26    | Мартін Далін      | Боруссія (Менхенгладбах)   | Швеція     | 1    | 0.7 %  |       |       |       |       | 1     | 1            |
| 26    | Пол Макграт       | Астон Вілла                | Ірландія   | 1    | 0.7 %  |       |       |       |       | 1     | 1            |
| 26    | Стеліос Манолас   | АЕК (Афіни)                | Греція     | 1    | 0.7 %  |       |       |       |       | 1     | 1            |

## Цікаві факти
- Розподіл за амплуа серед 30 футболістів згаданих в анкетах наступний: 1 воротар, 7 захисників, 11 півзахисників та 11 нападників.[1]
- Роберто Баджо став 28-м футболістом володарем нагороди «Золотий м'яч».
- Роберто Баджо вдруге потрапив у підсумковий залік опитування. У 1990 році італієць набравши 8 очок посів 8 місце.
- Роберто Баджо переміг з рекордним показником за кількістю набраних очок — 142. Але за показником максимально можливої кількості очок — 94,67 % (142 зі 150) його результат не входив навіть у чільну трійку, рекордсменом за відсотковим показником залишався Мішель Платіні, який у 1984 році набрав 98,46 % можливої кількості очок (128 зі 130).
- Представник Італії вчетверте виграв трофей «Золотий м'яч». Лідером за цим показником залишалися Нідерланди — 7 нагород, у Німеччини було 6 нагород, у Франції — 5, Англії та Італії — по 4, в Іспанії та СРСР — по 3 нагороди.
- Вшосте лауреатом опитування став футболіст «Ювентуса». До Роберто Баджо, це також вдавалося Омару Сіворі (1961), Паоло Россі (1982) та тричі Мішелю Платіні (1983, 1984, 1985).
- «Ювентус» вийшов в лідери за кількістю «Золотих м'ячів» — 6 трофеїв. У «Мілан» та «Баварія» мали по 5 нагород, у «Манчестер Юнайтед», «Реала» (Мадрид), «Барселони» було по 3 нагороди.
- 30 згаданих в анкетах футболістів представляли 18 країн, з них найбільше було від Італії — 5, Франції та Нідерландів — по 3, від Данії, Бельгії, Болгарії та Швеції — по 2 гравці.
- Вдруге поспіль в загальному заліку опитування не було жодного представника Іспанії та увосьме поспіль — Угорщини.
- Представники Німеччини 37 років поспіль згадувалися в анкетах респондентів. Усього за 38 років вручення нагороди футболісти Німеччини згадувалися в анкетах хоча б одного разу у 37 опитуваннях, італійські гравці згадувалися у 36 опитуваннях, футболісти Англії — у 34, Франції — у 33, Іспанії — у 31, СРСР — у 29, Швеції та Нідерландів — у 26, Югославії — у 24, Шотландії та Бельгії — у 23, Португалії — у 22, Угорщини — у 20 опитуваннях.
- Вперше в анкетах респондентів були згадані представники Хорватії (Ален Бокшич), Фінляндії (Ярі Літманен) та Росії (Сергій Кир'яков). Загальна кількість країн чиї представники потрапляли в загальний залік опитувань досягла 32.
- Німецькі футболісти найчастіше потрапляли в загальний залік опитувань — 140 разів, італійські — 111, англійські — 104, французькі та нідерландські — по 67, радянські — 66, іспанські — 56, угорські — 50 разів.
- Вдванадцяте лауреатом трофея став представник італійської першості. Італійський чемпіонат зміцнив лідерство за цим показником, у німецької першості було 8 трофеїв, в іспанської — 6, англійської — 4 трофеї.
- Всього в анкетах були згадані гравці із 19 клубів, серед них найбільше було представників «Барселони», «Ювентуса» та «Манчестер Юнайтед» — по 3, «Вердера», «Мілана», «Лаціо», «Сампдорії» та «Парми» — по 2 гравці.
- Всього за 38 років проведення опитувань в анкетах були згадані 474 футболісти зі 171 клубу. Футболісти «Ювентуса» були згадані хоча б одного разу у 28 опитуваннях, мадридського «Реала» — у 26 опитуваннях, «Інтернаціонале» та «Барселони» — у 25, «Мілана» — у 24, «Манчестер Юнайтед» — у 23, «Баварії» — у 22, «Кельна» — у 17, «Тоттенгем Готспур» та «Аякса» — у 16, «Црвени Звезди» — у 15, «Бенфіки», празької «Дукли», «Ліверпуля» та київського «Динамо» — у 14 опитуваннях.
- Лідером за кількістю футболістів, які фігурували в опитуваннях щотижневика «Франс Футбол» був «Ювентус» — 25 гравців, мадридський «Реал» представляв 21 гравець, «Манчестер Юнайтед» — 19, «Барселону» — 18, «Мілан» — 17, «Інтернаціонале» — 15, «Кельн» та «Аякс» — по 13, «Ліверпуль» та київське «Динамо» — по 12, «Андерлехт», «Баварію», «Бенфіку», «Црвену Звезду» та «Олімпік» (Марсель) — по 10 футболістів.
- Вперше в опитуваннях був згаданий представник клубу «АЕК» (Афіни) (Стеліос Манолас).
- Вперше в опитуваннях були згадані 13 футболістів, серед них: Ерік Кантона, Ален Бокшич, Раян Гіггз, Ярі Літманен, Джузеппе Сіньйорі.
- Загалом 474 згаданих в анкетах гравців за історію проведення опитування представляли 32 країни. Лідерами за кількістю таких футболістів були Німеччина — 45, Англія — 43 та Італія — 41 гравець. У десятку лідерів також входили Франція — 33, СРСР — 29, Іспанія — 26, Нідерланди — 25, Югославія — 23, Швеція — 19, Угорщина — 18 гравців.
- Рекордсменами за кількістю попадань у заліки опитувань залишалися Франц Бекенбауер та Йоган Кройф — в обох по 12 номінацій, у Еусебіу та Мішеля Платіні було 11 номінацій, у Льва Яшина, Джанні Рівери, Герда Мюллера — по 10, у Боббі Чарлтона та Сандро Маццоли — було по 9 номінацій.
- Лідером за кількістю потраплянь у чільну п'ятірку залишався Франц Бекенбауер — 10 разів, далі розташовувалися Мішель Платіні — 8, Йоган Кройф — 7, Еусебіу — 6, а також Карл-Гайнц Румменігге та Луїс Суарес — по 5 разів.
- Франц Бекенбауер також залишався лідером за кількістю потраплянь у 10-ку найкращих — 11 разів, за ним йшли Мішель Платіні та Йоган Кройф — по 9, Еусебіу, Джанні Рівера та Герд Мюллер — по 8, Боббі Чарлтон та Карл-Гайнц Румменігге — по 7 разів.